# فرانز فون هوسلين

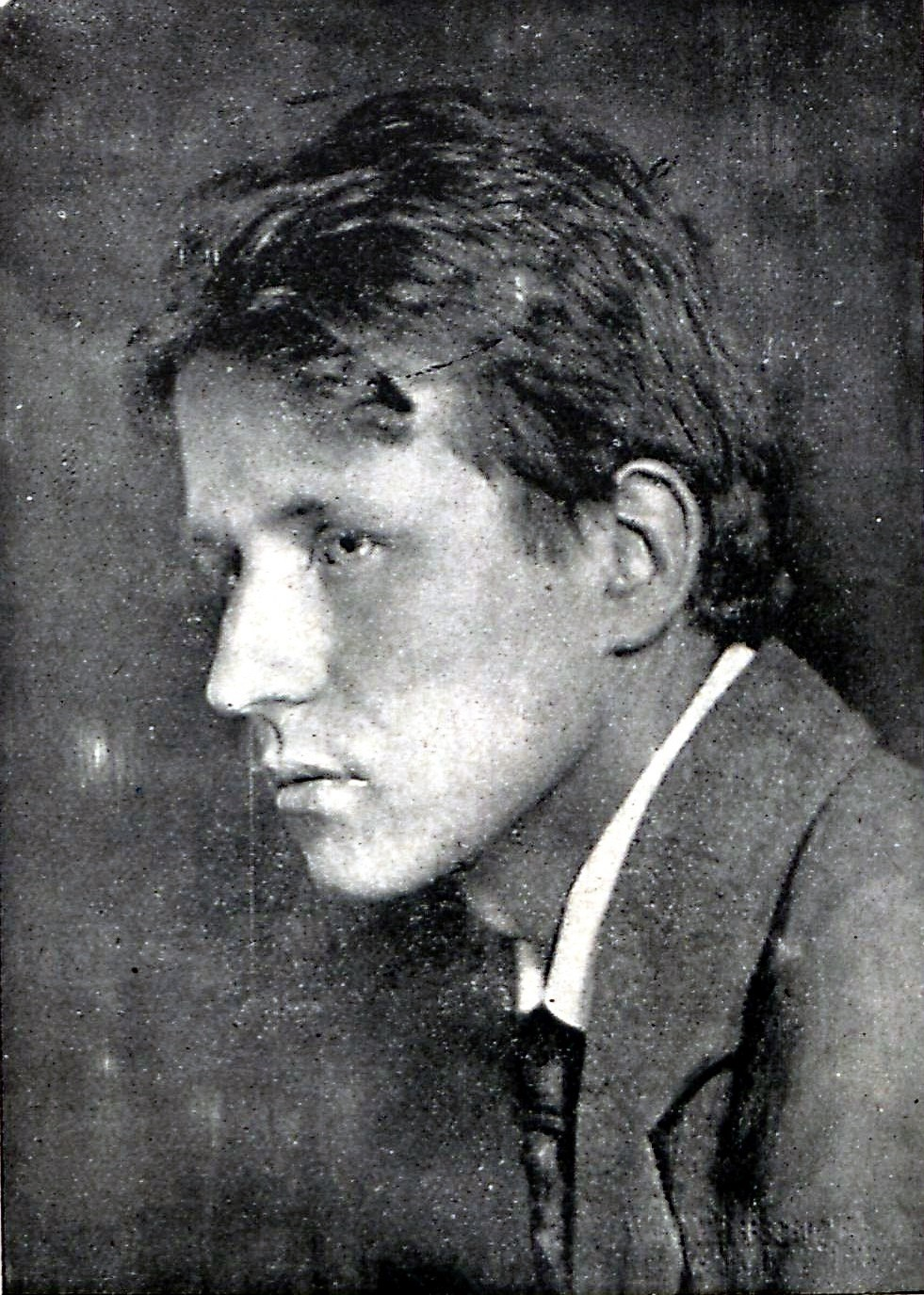
فرانز فون هوسلين

كان فرانز فون هوسلين قائدًا أوركسترا وملحنًا ألمانيًا ولد في ميونيخ في يوم 31 ديسمبر في سنة 1885

## سيرة شخصية
كان فرانز فون هوسلين تلميذاً لماكس ريجر وفيليكس موتل . لقد ظهر لأول مرة في دانزيج . من عام 1908 إلى عام 1911، تم تعيينه في مسرح سانت غالن حيث أخرج كل من حلقة نيبيلونج ، تريستان وإيزولد ، كبار مطربي نورمبرغ لفاغنر ، فيديليو ، لبيتهوفن ، بالإضافة إلى العديد من الأوبرا لموزارت وغلوك . . في هيليرو